# Małaja Jełchowka (Mordowia)
Małaja Jełchowka (ros. Малая Елховка) – wieś (dieriewnia) w Rosji, w Mordowii, w rejonie lambirskim. W 2010 liczyła 112 mieszkańców.